# Isohypsibius pilatoi
Isohypsibius pilatoi är en djurart som tillhör fylumet trögkrypare, och som först beskrevs av Durante Pasa och Walter Maucci 1979.  Isohypsibius pilatoi ingår i släktet Isohypsibius och familjen Hypsibiidae. Inga underarter finns listade i Catalogue of Life.